# درخت‌زی‌بینی
درخت‌زی‌بینی (نام علمی: Dendrorhynchus) نام یک سرده از شاخه هاگ‌داران است.